# Albert Henry
Albert Henry (Rarotonga, 11 giugno 1907 – Rarotonga, 1º gennaio 1981) è stato un politico cookese, primo premier delle Isole Cook e fondatore del Cook Islands Party (CIP).

## Biografia
Henry studiò al St Stephen's College di Auckland, in Nuova Zelanda.
La sua tomba è situata presso la Chiesa di Avarua.

## Carriera politica
I cambiamenti globali delle potenze coloniali nei confronti delle nazioni colonizzate spinsero la Nuova Zelanda a modificare il suo rapporto politico con le proprie colonie. Per questo motivo all'inizio degli anni '60, il governo della Nuova Zelanda offrì alle Isole Cook quattro opzioni per il proprio futuro: la completa indipendenza, l'assimilazione all'interno della Nuova Zelanda, l'autogoverno in associazione con la Nuova Zelanda o l'appartenenza a una futura federazione. L'Assemblea legislativa delle Isole Cook scelse la terza opzione.

La bandiera delle Isole Cook dal 23 luglio 1973 al 4 agosto 1979

Henry non si poteva candidare alle elezioni per l'Assemblea legislativa nel 1965 perché non era più residente nelle Isole Cook da tre anni. Per questo motivo il CIP dovette presentare come candidato sua sorella, Marguerite Story. Dopo la formazione del nuovo governo il CIP cambiò rapidamente il requisito di residenza da tre anni a tre mesi e Story presentò le dimissioni in modo che Henry potesse candidarsi alle elezioni suppletive. Henry vinse le elezioni suppletive a Te-au-o-Tonga e poco dopo divenne premier delle Isole Cook. Henry venne rieletto alle elezioni del 1968, 1972, 1974 e marzo 1978. Dopo essere stato eletto Premier, Henry lavorò per approvare rapidamente la costituzione proposta, che conferiva l'autogoverno all'isola e la cittadinanza neozelandese ai suoi residenti.

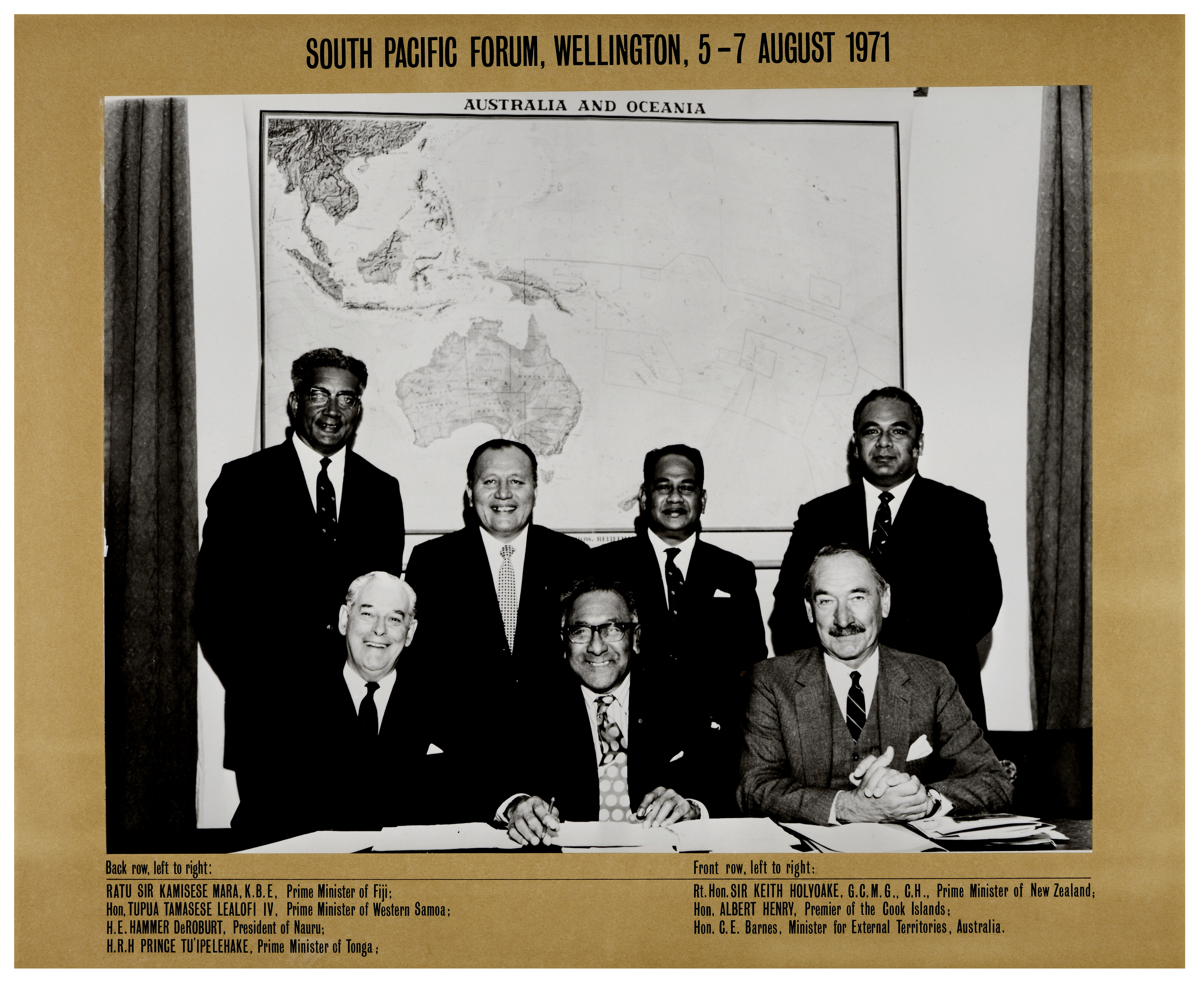
Henry al South Pacific Forum del 1971

Durante la sua presidenza Henry ampliò l'aeroporto di Rarotonga, introdusse un regime pensionistico e una nuova bandiera nazionale e contribuì allo sviluppo turistico del paese.

## Controversie
Durante le elezioni del 1978, Henry fu coinvolto in uno scandalo riguardante gli elettori stranieri delle Isole Cook. In quell'anno agli abitanti delle Isole Cook che vivevano in Nuova Zelanda non fu permesso di votare; per far fronte a questo problema il partito di Henry portò centinaia di suoi sostenitori dalla Nuova Zelanda alle Isole Cook in modo che potessero votare alle elezioni. Secondo delle prove il CIP finanziò i biglietti con i proventi derivanti dalla vendita di francobolli da parte dell'ufficio filatelico delle Isole Cook.
Dopo la scoperta della frode, le elezioni del 1978 furono vinte dal partito di opposizione, il Partito Democratico; nello stesso anno Henry fu riconosciuto colpevole di frode elettorale e il suo cavalierato fu revocato. Il 16 agosto 1979, Albert si dichiarò colpevole di due accuse, cospirazione e corruzione, relative all'uso di 337 000 dollari di denaro del governo delle Isole Cook per far volare centinaia di sostenitori dalla Nuova Zelanda alle Isole Cook per votare. Venne multato di $1 400, e condannato a pagare $2 000 di spese giudiziarie. Un'ulteriore condanna a tre anni di libertà vigilata, gli venne inflitta unicamente per impedirgli di candidarsi alle elezioni, sentenza che venne annullata in appello.

## Onorificenze
Nel 1974, Henry venne nominato Cavaliere Commendatore dell'Ordine dell'Impero Britannico, incarico decaduto nell'aprile 1980 in seguito a una condanna penale.